# Jumellea similis
Jumellea similis är en orkidéart som beskrevs av Rudolf Schlechter. Jumellea similis ingår i släktet Jumellea och familjen orkidéer. Inga underarter finns listade i Catalogue of Life.